# 村松友視
村松 友視（むらまつ ともみ、1940年〈昭和15年〉4月10日 - ）は、日本の作家、元編集者、エッセイスト。

## 来歴
東京市渋谷区千駄ヶ谷で生まれ、4歳から静岡県富士宮市、周智郡森町で、終戦後は清水市（現・静岡市清水区）で育つ。祖父は作家の村松梢風。父・村松友吾は中央公論社の編集者。母も中央公論社に勤務。父方のおじに脚本家の村松道平、教育評論家の村松喬、中国文学者の村松暎（慶應義塾大学文学部教授）がいる。
父・友吾は中央公論社を退社した後、妻とともに上海に移住し「上海毎日新聞」の記者となっていたが、友視の生まれる前に腸チフスで他界。祖父梢風は若い未亡人の将来を案じて再婚を薦め、生まれた友視を梢風自身の五男として入籍する。だが梢風は戦後疎開先から戻ると鎌倉で愛人と暮らし、友視は清水で祖母（梢風の妻）一人に育てられる。少年時代から熱狂的なプロレスファンとして育つ。静岡県立静岡高等学校を経て、1963年慶應義塾大学文学部哲学科を卒業。
大学時代はテレビ局でアルバイトをしていたため、そのままテレビ局に入社するつもりでいたが、入社試験に失敗。その後、何社ものマスコミを受験するが合格せず、祖父、父の縁がある中央公論社の社長嶋中鵬二に依頼して、既に締め切っていた中央公論社の試験を受けて入社。入社後は『小説中央公論』『婦人公論』の編集者として働く。『婦人公論』時代にはベトナム戦争下のサイゴンを取材した他、編集者として伊丹十三のサロンに出入りしていた。また叔父村松暎の教え子で『婦人公論』編集者時代に伊丹の担当者だった草森紳一と知り合い、彼の薦めで雑誌「デザイン」等にコラムを執筆した。しかし同人雑誌や文芸クラブなどに所属したことも一切なかったので、作家になろうとはまだ思っておらず、仕事を通じてかろうじて文学と縁をもったという印象だったという。
1969年に文芸誌『海』創刊準備のため、新雑誌研究部というセクションに異動。創刊後はそのまま編集部員となった。途中入社して『海』に参加した安原顯と同僚として交際した。『海』時代は「既成の作家の中にもすごい人はいるけれど、文壇外の作家を探し出すのが僕の本当の役目だという強い意識」があったという村松は、海外文学は安原にまかせ、当時クローズアップされていた「状況劇場」の主宰者唐十郎の戯曲を編集長の反対を押し切って掲載するなど日本の「既成文壇外」の作家を発掘し、江藤淳らに高く評価されるなど名編集者ぶりを発揮した。武田泰淳『富士』、後藤明生『夢かたり』、田中小実昌『ポロポロ』、色川武大『生家へ』、武田百合子『富士日記』などを担当している。また野坂昭如や吉行淳之介の担当編集者でもあった。
編集者として働く一方で、自分の祖父が作家だったという自負から次第に作家への志を持つようになり、文芸雑誌の新人賞に何度も応募するが落選を繰り返す。だが後藤明生に才能を認められ、「吉野英生」名義で、後藤が責任編集の一人である雑誌『文体』（平凡社）に「変装のあと」を発表。この作品が福武書店の編集者の寺田博の目にとまり、雑誌『作品』に「オペラグラス」「悲劇のように」を発表。
しかし文壇への本格的なデビューは思わぬことから果たされる。1980年に情報センター出版局の編集者が、糸井重里にプロレスのエッセー執筆を依頼。しかし糸井は自分の知っているプロレスフリークの編集者の方が面白い、と村松を紹介した。編集者から話を聞いた村松は気楽な気持ちで執筆、更に会社の人間は読まないだろうと先述のペンネームを使わず本名で『私、プロレスの味方です』を出版。本人の予想外のベストセラーとなり、続編『当然プロレスの味方です』も執筆することになった。続けて『野性時代』の編集者見城徹の勧めでに発表した「セミ・ファイナル」と「泪橋」が、相次いで直木賞候補となる。1981年、専業作家への転向を決意して退職。直後の1982年に『時代屋の女房』で第87回直木賞を受賞。この作品は映画化もされて話題となった。
以降は風俗小説や、時代小説などを多数発表。自身とかかわりのあった人物についての評伝的作品も多い。また『夢の始末書』や『鎌倉のおばさん』（泉鏡花文学賞受賞）、『上海ララバイ』のような自伝的な作品もある。
1986年にテレビ放映されたサントリーオールドのCMにも出演し、「ワンフィンガーでやるも良し。ツーフィンガーでやるも良し。」というウイスキーの目分量を指の本数にたとえて表現した、“ワンフィンガー・ツーフィンガー”は1987年の新語・流行語大賞の流行語部門・大衆賞を受賞した。以降、多数のテレビ番組にも出演している。
1997年「鎌倉のおばさん」で第25回泉鏡花文学賞受賞。

## 人物
編集者時代は「武闘派」の人物であったようで、村松本人も安原顯の死後に発表した『ヤスケンの海』の中で、先述の『海』編集長との対立以外にも、中途採用された安原が「大学中退」の学歴を黙っていたことで総務部から苦情を言われると、総務部に怒鳴りこんだなどのエピソードを明らかにしている。また村松が『海』に起用し、その後エッセイストとして活躍する嵐山光三郎は『昭和出版残侠伝』で、編集者時代の村松について「こんなに喧嘩っ早い編集者は見たことがない。」と描写している。
熱狂的プロレスファンである以外には、猫好きで愛猫アブサンについての本を何冊も刊行している。またジャズを好み「ベーシーの客」などの著書もあるほか、タモリなどとも交友があり、綾戸智恵を全国規模の有名人にした。

## エピソード
- 両親は二人とも他界したという周りの説明を信じ込んでいたが、中学3年の時に初めて母親が生きており、親戚のおばさんとして何度も会っていたことを知る。ただそれを教えてくれたのは育ての親である祖母ではなく梢風の愛人だった。それ以降漠然とした不安感を抱え、更に大学に入ると祖母がよそよそしくなったことで、大学卒業まで何事にも真摯になれないまま過ごしていたと回想している[12]。
- 『海』時代は吉行淳之介の担当編集者でもあったために行動を共にする事が多く[注 7]、吉行伝説の語り部の一人でもある。まだ吉行と親しくなる前に永井龍男から「あなたは吉行淳之介に似ているねえ」と言われたという[注 8]。
- 唐十郎は後に「佐川君からの手紙」で芥川賞を受賞するが、そのきっかけは村松が小説執筆を勧めたことにある。また「状況劇場」が戒厳令下の韓国で公演を行う際、「担当作家と同行する仕事」という名目で同行した。唐も村松の直木賞受賞に駆けつけている。また唐との交友から「状況劇場」のポスターを描いていた篠原勝之と知り合い、彼の紹介で赤瀬川原平、南伸坊、糸井重里を知り、毎月末には彼等と村松家で「ムラマツ宴会」なる集まりを行うようになった。この宴会には小林薫や安西水丸が顔を出すこともあった。この集まりは村松の文壇デビューのきっかけになったほか、村松は唐の示唆で赤瀬川に小説を書くよう薦め、彼が尾辻克彦名義で純文学を執筆するきっかけも作っている。
- 1980年に『私、プロレスの味方です』がベストセラーになった直後、『本の雑誌』を創刊したばかりの椎名誠から執筆依頼がくるが、『本の雑誌』を読んでいた村松は逆に椎名に小説執筆を依頼。椎名の初めての小説「ラジャダムナン・キック」を『海』に掲載する。当時の二人はまだ専業作家ではなかった[13]ため、喫茶店で会ってはテーブルの下で原稿を交換していた[14]。
- 市川猿之助（3代目）とも交際があり、ファンクラブ向けの新聞「おもだかニュース」の編集を手伝っていた。
- 慶應義塾大学文学部国文科には松村友視という静岡県出身の教授がおり、しばしば村松友視と間違えられることを冗談にしている。
- 岩手県一関市のジャズ喫茶ベイシーの主人・菅原昭二とは深い親交があり仲人もつとめ、『「ベーシー」の客』という作品を発表している。なお、この店があったため、晩年の色川武大は一関市に引越しした。
- 執筆のペースをつかむために机の上にハカリを置いて原稿の重さを確かめていた[15]。

## 著書
- 『私、プロレスの味方です 金曜午後八時の論理』情報センター出版局 1980、のち角川文庫、ちくま文庫（合本）
- 『当然プロレスの味方です 過激な生存の哲学』情報センター出版局 1980、のち角川文庫
- 『ダーティ・ヒロイズム宣言 プロレスの味方、「悪役」を語りき』情報センター出版局 1981、のち角川文庫
- 『男と女/心やさしきデスマッチ プロレスの味方 short short篇』現代史出版会 1981
- 『最後のベビー・フェイス』角川書店 1981、のち文庫
- 『悲劇のように』福武書店 1981、のち文庫
- 『デスマッチ風男と女のショート・ショート丼』現代史出版会 1982、のち徳間文庫
- 『時代屋の女房』角川書店 1982、のち文庫改題『時代屋の女房・泪橋』
- 『ファイター 評伝アントニオ猪木』情報センター出版局 1982
- 『村松友視のプロレス塾』現代史出版会 1982　のち徳間文庫
- 『七人のトーゴー』文藝春秋 1982　のち文庫
- 『薄暮の尋ね人』徳間書店 1982　のち文庫
- 『サイゴン・ティをもう一杯』講談社 1982　のち文庫
- 『男はみんなプロレスラー』ベースボール・マガジン社 1982　のち集英社文庫
- 『三五郎ララバイ』角川書店 1982　のち文庫
- 『熱血!清水みなと』PHP研究所 1983
- 『私は、プロフェッショナル』編著、冬樹社 1983　「俺はプロフェッショナル」天山文庫
- 『続・時代屋の女房』角川書店 1983 「時代屋の女房2」文庫
- 『必殺野球固め』現代史出版会 1983
- 『俊寛のテーマ kabuki novel』情報センター出版局 1983
- 『こんな男に会ったかい 男稼業・私の選んだベスト9 村松友視対談集』日本文芸社 1984
  - 市川猿之助、ビートたけし、篠原勝之、タモリ、山下洋輔、糸井重里、アントニオ猪木、椎名誠、唐十郎[要説明]
- 『夜のグラフィティ』新潮社 1984　のち文庫
- 『上海ララバイ』文藝春秋 1984　のち文庫
- 『風の街夢あるき』徳間書店 1984　のち文庫
- 『夢の始末書』角川書店 1984　のち文庫、ちくま文庫
- 『反則すれすれ夢芝居』講談社 1984
- 『人は奇妙なり』潮出版社 1984
- 『野郎どもと女たち』日本交通公社出版事業局 1984　のち集英社文庫
- 『陽炎たち』サンケイノベルス 1984
- 『風を追う 土方歳三への旅』PHP研究所 1985　のち文庫、朝日文芸文庫
- 『坊主めくり』徳間書店 1985　のち文庫
- 『メロドラマ』講談社 1985　のち文庫
- 『気分はリバイバル 12のポップス・12の短篇』文藝春秋 1985
- 『盗まれたウェディング・ベル』中央公論社 1986　のち文庫
- 『炎のカルテット』角川書店 1986 のち文庫
- 『恋わずらひ』実業之日本社 1986　のち新潮文庫
- 『薔薇のつぼみ 宰相・山本権兵衛の孫娘』（山本満喜子）集英社文庫 1986

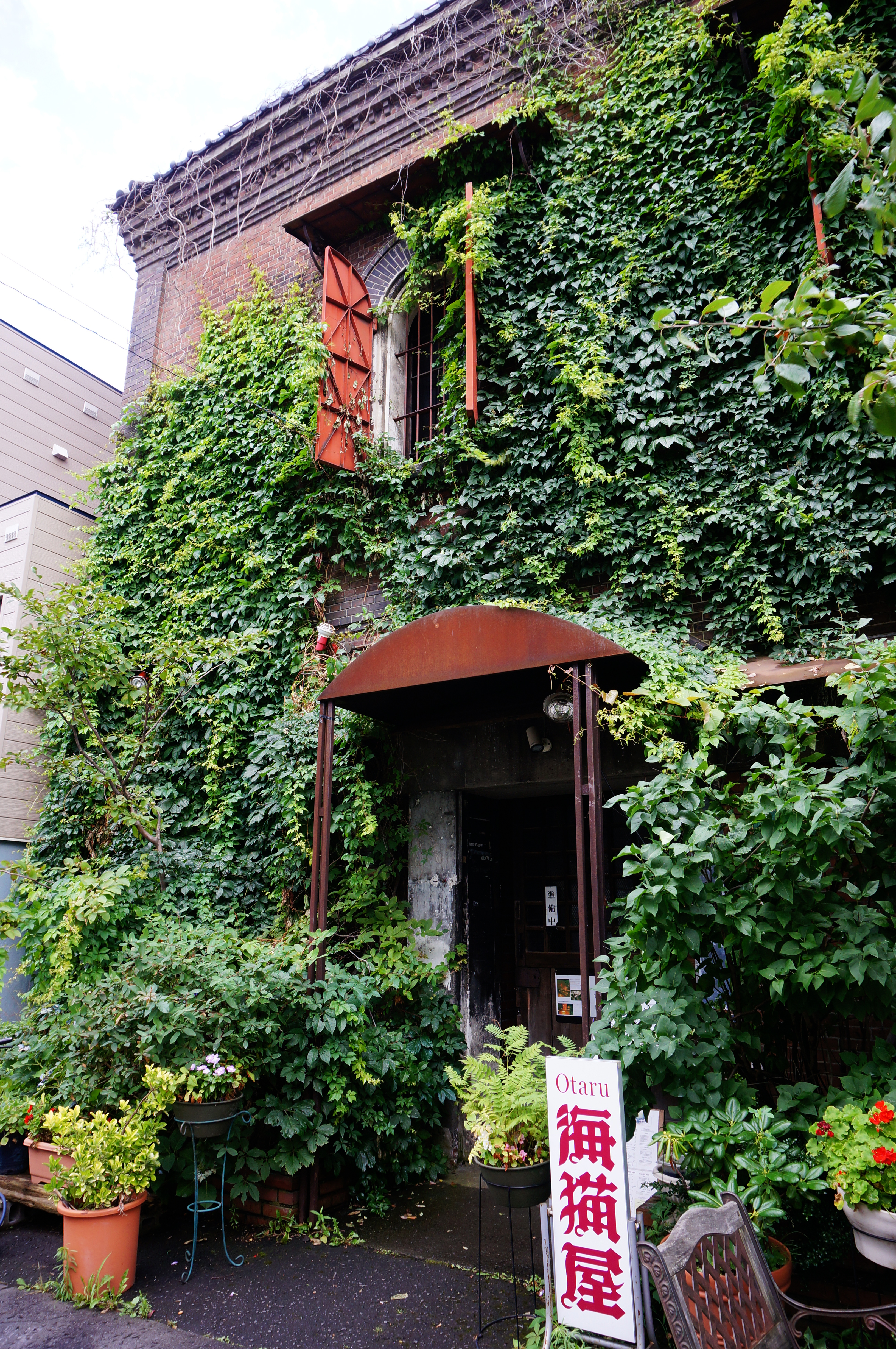
実在の海猫屋

- 『海猫屋の客』朝日新聞社 1986　のち文庫
- 『旅を道づれ チェーン・トラベラー』筑摩書房 1986
- 『時代屋の女房 怪談篇』角川書店 1986　のち文庫
- 『屋台よ! 全国名物屋台はしご歩き』日本交通公社出版事業局 1986
- 『夕陽炎々』中央公論社 1987　のち文庫
- 『小説の如く奇なり』講談社 1987　のち文庫
- 『酒場横丁の人々』毎日新聞社 1987
- 『旧人類に非ず talk & essay』朝日新聞社 1987
- 『作家装い』文藝春秋 1987
- 『ピカビアの星』中央公論社 1988
- 『なみだ壷』新潮社 1988　のち文庫
- 『いい女、演ってますか』角川文庫 1988
- 『文化を考えるヒント』東急エージェンシー出版事業部 1988
- 『御先祖サマは偉かった われ、史上最高の日本シリーズを見たり』ネスコ 1988
- 『コロスの所作』朝日新聞社 1989
- 『ティナのおばあちゃん』新潮社 1989
- 『灰左様なら』講談社 1989　のち文庫
- 『巴川』中央公論社 1989　のち文庫
- 『黄昏のムービー・パレス』横山良一写真　平凡社 1989
- 『我が名はShunkan』白水社（物語の王国）1989
- 『レオナルドの報告書』徳間書店 1989　のち文庫
- 『巷のシェイクスピア』実業之日本社 1990
- 『こだわり万華鏡』PHP研究所 1990
- 『村松友視のサミング・アップ 作家自身が編集する本』文園社 1990
- 『市場の朝ごはん』平凡社 1992　のち小学館文庫
- 『由比正雪』読売新聞社 1992　のち小池書院道草文庫
- 『恋愛の十二章 人を愛するとはどういうことか』ごま書房 1992
- 『カミュの客人』光文社 1992　のち文庫
- 『風ものがたり』学習研究社 1993
- 『サイゴン・ブルー』中央公論社 1993
- 『烏丸ものがたり』河出書房新社 1993
- 『悪役のふるさと』講談社 1993　のち学陽書房人物文庫
- 『芝居せんべい』文藝春秋 1993
- 『できごころ 男と女の歳時記』実業之日本社 1993
- 『小説カミさんの悪口』日本経済新聞社 1993
- 『弾正の夢』講談社 1993
- 『じり貧の思想』広済堂出版 1994
- 『百合子さんは何色 武田百合子への旅』筑摩書房 1994　のち文庫
- 『桃のシャンパン 女の物語』河出書房新社 1994
- 『ワインの涙 男の物語』河出書房新社 1994
- 『同僚の悪口』毎日新聞社 1995
- 『オペラグラス』幻冬舎 1995　のち文庫
- 『ダンサー』文藝春秋 1995
- 『港ものがたり』実業之日本社 1995
- 『アブサン物語』河出書房新社 1995　のち文庫
- 『マダムの憂鬱』中央公論社 1996
- 『流氷まで』文藝春秋 1996
- 『夢見そば』日本放送出版協会 1996
- 『帰ってきたアブサン』河出書房新社 1996　のち文庫
- 『夢の通い路 七つの都市の物語』幻冬舎 1996
- 『ヴィンテージ 酒の物語』河出書房新社 1996
- 『再会セッション 街の物語』河出書房新社 1996
- 『モームの部屋 旅の物語』河出書房新社 1997
- 『激しい夢』読売新聞社 1997
- 『トニー谷、ざんす』毎日新聞社 1997 のち幻冬舎アウトロー文庫
- 『鎌倉のおばさん』新潮社 1997　のち文庫
- 『マカオの男』角川書店 1997
- 『酒の上の話』世界文化社 1998
- 『ある詐欺師の風景』河出書房新社 1998
- 『「ベーシー」の客』マガジンハウス 1998
- 『悪友の条件』講談社 1998
- 『人間蒸発』廣済堂文庫 1998
- 『食べる屁理屈』廣済堂出版 1998　のち学研M文庫
- 『情事』実業之日本社 1999
- 『損得感情 ちびりちびりの贅沢』青春出版社 1999
- 『だけん、人はいいだよ。駿河ピープル物語』静岡新聞社 1999
- 『騙す人びと』河出書房新社 1999
- 『俵屋の不思議』畠山直哉写真 世界文化社 1999 のち幻冬舎文庫
- 『奇天烈な店』小学館 1999 のち文庫
- 『アブサンの置土産』河出書房新社 2000　のち文庫
- 『力道山がいた』朝日新聞社 2000　のち文庫
- 『怪しい顕微鏡』青春出版社 2000
- 『黒い花びら』河出書房新社 2001 のち文庫- 水原弘の伝記小説
- 『「雪国」あそび』恒文社21 2001
- 『鰻の瞬き』小学館 2001
- 『河童の屁』文芸社 2001
- 『ある作家の日常』河出書房新社 2002
- 『贋日記』河出書房新社 2002
- 『黄昏のダンディズム』佼成出版社 2002
- 『雷蔵好み』ホーム社 2002　のち集英社文庫
- 『ヤスケンの海』幻冬舎 2003　のち文庫
- 『骨董通り0番地』潮出版社 2003
- 『今平犯科帳 今村昌平とは何者』日本放送出版協会 2003
- 『永仁の壺』新潮社 2004
- 『村松友視自選作品集』アーツアンドクラフツ 2004
- 『そして、海老蔵』世界文化社 2005
- 『ライバルを探せ! 対立構造のすすめ』日本放送出版協会・生活人新書 2005
- 『幸田文のマッチ箱』河出書房新社 2005　のち文庫
- 『ネコのダイエット』河出書房新社 2006
- 『男と女』毎日新聞社 2007
- 『淳之介流 やわらかい約束』河出書房新社 2007 のち文庫
- 『武蔵野倶楽部』文藝春秋 2007
- 『文士の酒編集者の酒』ランダムハウス講談社 2008
- 『遊びをせんとや』ランダムハウス講談社文庫、2008
- 『おんなの色気おとこの色気』ランダムハウス講談社文庫　2008
- 『奇天烈食道楽』河出書房新社 2008 『私、丼ものの味方です』河出文庫
- 『豆腐のトバ口鰹の面取り』ランダムハウス講談社文庫 2008
- 『猫に学ぶ老人術』ランダムハウス講談社文庫 2008
- 『七割の憂鬱 松井秀喜とは何か』小学館 2009
- 『清水みなとの名物は わが心の劇団ポートシミズ』白水社 2009
- 『時のものがたり』宝島社 2009
- 『雷蔵の色』河出書房新社 2009
- 『大人の達人』潮出版社 2010
- 『ギターとたくあん 堀威夫流不良の粋脈』集英社 2010
- 『帝国ホテルの不思議』日本経済新聞出版社 2010 のち文春文庫
- 『銀座の喫茶店ものがたり』白水社 2011 　のち文春文庫
- 『野良猫ケンさん』河出書房新社 2011 のち文庫
- 『残月あそび』河出書房新社 2012
- 『裕さんの女房 もうひとりの石原裕次郎』青志社 2012
- 『悪口のすゝめ』日本経済新聞出版社 2012
- 『きものの不思議』藤森武撮影 淡交社 2013
- 『極上の流転 堀文子への旅』中央公論新社 2013 のち文庫
- 『猫踏んぢゃった俳句』KADOKAWA 2014.7.
- 『金沢の不思議』中央公論新社 2015
- 『老人の極意』河出書房新社 2015
- 『大人の極意』河出書房新社 2016
- 『北の富士流』文藝春秋 2016  のち文庫

### 共編著・編著
- 『四角いジャングル・ブック』小野好恵共著 冬樹社 1982
- 『シナリオ 泪橋』唐十郎共著 角川文庫 1983[注 9]
- 『私、小市民の味方です』山藤章二共著 新潮社 1984　のち文庫
- 『歴史ライブ 土方歳三』尾崎秀樹・福田紀一・光瀬龍監修 福武書店 1984[注 10]
- 『血が酩酊するとき 精神鑑定講義』福島章対談 朝日出版社 1985
- 『上海酔眼』管洋志共著 講談社文庫 1985
- 『上海読本』日本ペンクラブ編（選）福武文庫 1988
- 『アジア幻想 モームを旅する』管洋志共著 講談社 1989
- 『新潮古典文学アルバム 百人一首』井上宗雄共著 新潮社 1990
- 『昭和生活文化年代記（クロニクル）4 40年代』編 TOTO出版 1991
- 十返舎一九原作『少年少女古典文学館  東海道中膝栗毛』講談社 1992
- 『日本の名随筆 別巻 36　恋文』編 作品社 1994
- 『村松友視からはじまる借金の輪』共著 角川文庫 1996
  - 村松友視→武田花→南伸坊→えのきどいちろう→宮沢章夫→横尾忠則→あがた森魚→吉本ばなな→佐藤公彦→エド・ツワキ→YOU→みうらじゅん→西城秀樹→野口五郎→青井陽治→水谷良重→村松友視[要説明]
  - 漫画「ねりわさび」一条裕子
- アレクサンドル・デュマ『痛快世界の冒険文学 モンテ・クリスト伯』黒鉄ヒロシ絵 講談社 1998
- 『ネコ族の夜咄』小池真理子、南伸坊共著 清流出版 1999
- 『明治の文学 広津柳浪』編 筑摩書房 2001
- 村松梢風原作『男装の麗人』恒文社21 2002 - 川島芳子を描いた梢風の小説のリライト
- 『新選組残影』共著、神長文夫写真　日本放送出版協会 2003
- 『愛するあなたへの悪口』「愛するあなたへの悪口コンテスト」実行委員会共編 毎日新聞社 2008

## 映画
- ザ・力道山 (1983年) 製作
- 泪橋 (1983年) 原作/脚本
- 時代屋の女房 (1983年) 原作
- 時代屋の女房2 (1985年) 原作
- 会社物語 MEMORIES OF YOU (1988年) 出演
- メロドラマ (1988年) 原作

## テレビドラマ
- 銀河テレビ小説清水みなとストーリー（1986年、NHK総合）原作（脚本:長坂秀佳）
- 東芝日曜劇場（TBS）
  - カミさんの悪口（1993年）原作
  - カミさんの悪口2（1995年）原作
- 時代屋の女房（2006年、日本テレビ）原作
- 男装の麗人〜川島芳子の生涯〜（2008年、テレビ朝日）原作

## テレビ出演
- 第33回NHK紅白歌合戦（1982年12月31日、NHK総合・ラジオ第1） - 審査員
- C・W・ニコルのおいしい博物誌（1989年、テレビ東京）